# کوه خریمه
 کوه خریمه  (به عربی:  جبل الخریمة )       یکی از  کوه‌های  شهرستان محضه  در کشور پادشاهی عمان است.
«کوه خریمه»  نام رشته‌کوهی است از توابع    استان بریمی  و  استان  ظاهره، و یکی از (نقاط دیدنی سلطنت عمان) به‌شمار می‌آید و ارتفاع آن ۲۵۰ هزار قدم از سطح زمین است.

## ورود به کوه و درهٔ  خریمه
ورودی کوه  خریمه آن از طرف شمال وارد دره خریمه می‌شود.در مدخل «خریمه» چندتا نخل بلند وکهن سال ونخلهای کوچک ومتوسط وجود دارند.راه ورود به درون خریمه از بغل این نخلها و از سمت مشرق این نخلها می‌گذرد و پشت کوه از جهت مشرق منحرف به سمت جنوب می‌شود.
در پشت کوه و در مدخل خریمه محوطه‌ای است باز که چندتا درخت سمر وجود دارد، درواه خریمه رو به طرف جنوب ادامه می‌یابد و به مجموعه دیگر از نخلهای بلند و کهن‌سال می‌رسد. از سمت مغرب این نخلها اشکفتی وجود دارد، و از سمت مغرب اشکفت آودون بزرگی وجود دارد، بعد از اشکفت و آودون به «چُورُوکُو» یعنی «خریمه» می‌رسید.
کوهستان بلند دو طرف درواه گرفته‌است و درواه بعد از باریدن باران تامدت شش ماه آب در آن جریان دارد. در پایه این کوه بسیاری از آبدانهای مملوء از آب باران،
درختان کوهستانی مانند: سلم، سمر، کُنار، کُور، کِرت و کُوهِنگ وجود دارد که برزیبایی این منطقهٔ کوهستانی افزوده‌است.

## کوه خریمه تفریحگاه مردم
درفصل زمستان و بعد از باریدن باران رودخانه‌های کوه خریمه جریان می‌یابد و آب شیرین و صاف و گوارا از وسط این کوه‌های بلند می‌گذرد و یک منظره زیبا به معرض تماشا می‌گذارد و مردم به سوی خود می‌کشاند.مردم در زمستان به آنجا می‌روند و خیمه وخرگاه برپا می‌کنند و در روزهای تعطیلی و مناسبات به «خریمه» به گشت و تفریح می‌روند.